# 阿耳忒弥斯
阿耳忒弥斯（也译阿尔忒弥斯）对应的神是罗马神话中的戴安娜，是古希腊神话中象征纯洁的女神，奧林匹斯十二主神之一。她是眾神之王宙斯和女神樂朵的女儿，也是太阳神阿波罗的雙胞胎姐姐。阿提密斯主要被認為是月亮的守護女神，同時還被稱為狩獵女神。

## 来历
由于阿提密斯比阿波罗要早出生9分钟，所以他们的生母樂朵最终确立了他们的关系，阿波罗是弟弟，阿提密斯则是姐姐。
阿提密斯在她最喜欢的阿卡迪亚长大，那里有60位海洋女神和20位水泽仙女随同她一起在林中狩猎、嬉戏。带着獨眼巨人量身訂做的弓和箭，阿蒂蜜斯还为自己赢得了一个称号叫“阿波罗萨”，意思就是“守护者”。天后赫拉由于嫉妒他们的生母，因而经常虐待他们，他们的父亲宙斯为了补偿他们，把太阳授给了阿波罗，而把月亮交给了阿提密斯。当阿波罗驾驶着光芒四射的太阳神车，把阳光洒满大地时，阿提密斯正躲在群山中与林中仙女们玩耍，狩猎。当傍晚时分，她登上银光闪烁的月亮车驱车出巡时，阿波罗则为她边弹琴边唱歌，而阿提密斯则静悄悄地穿越浩瀚无垠的太空。
阿提密斯为贞洁制定了严格的規矩，尽管如此，她自己爱上了俄里翁，后来她上了阿波罗的当，用神箭射中了俄里翁的背部。阿提密斯降落到海上，想看看被射中的目标，可她看到的却是背部中箭的俄里翁，静静地躺在水面上，来不及和他的心上人说一句话，就已经气绝身亡了。在追究俄里翁死因的时候，阿提密斯一直说阿波罗才是指使她将俄里翁杀死的罪魁祸首。死后的俄里翁化作了猎户座，延續他與月亮女神阿耳忒弥斯的愛情故事。
遇到失禮不敬的凡人，阿耳忒弥斯也會懲罰他們；例如，卡吕冬国王俄纽斯在给众神献祭时，不小心把献给阿提密斯的祭品给忘了，于是阿提密斯在一气之下派遣了卡吕冬野猪去践踏俄纽斯的国土。她也有温柔善良的一面，同时她还是个热爱唱歌跳舞的音乐女神；每当她狩猎归来时，阿提密斯就会到帕纳塞斯山上，与缪斯、卡里忒斯一起载歌载舞。由此可见，阿提密斯既有善良的一面，也有威严的一面，这种性格的转变和月相的变化有着极大的联系。

## 职能
阿提密斯是月神、狩猎女神。作为月神，她的晚妆是新月冠，白色长衣，手持火炬。打猎时身上挂着银弓，驾一辆由有金色鹿角拉动的銀车，一群猎狗呼啸开路。降生时的苦难经历影响了她的性格，所以在她三岁时，父亲宙斯要送她礼物，阿提密斯选择了永远的纯洁。她是一位伟大的女神，充当守护女神的角色。她作为阿波罗的双胞胎姐姐，所以她也被称为光明之神，尤其是明月之光。而且她与猎戶座和大熊座有关。
她和阿波罗一样有医療的能力。她还是幼小儿童和所有哺乳动物的保护神。有时她也会用云彩遮住自己的脸庞去亲吻英俊少年的脸，然而被月亮女神所亲吻过的人都会变得具有奇特的想象力，或者那人将会成为诗人或预言家。

## 神話传说
阿提密斯与一些神职类似的女神被視为三相女神之一：在天界是娴静的塞勒涅（代表满月），在大地是純潔的月亮女神阿提密斯（代表光明），在冥界是冷酷的赫卡忒（代表死亡）。在英国和美国，盛行巫术崇拜的现代新异教主义—威卡教所崇拜的三相女神是：阿提密斯（少女/盈月）、塞勒涅（母亲/满月）、赫卡忒（老妪/亏月），月亮的圆缺对巫术和动植物的生活有着极大的影响。

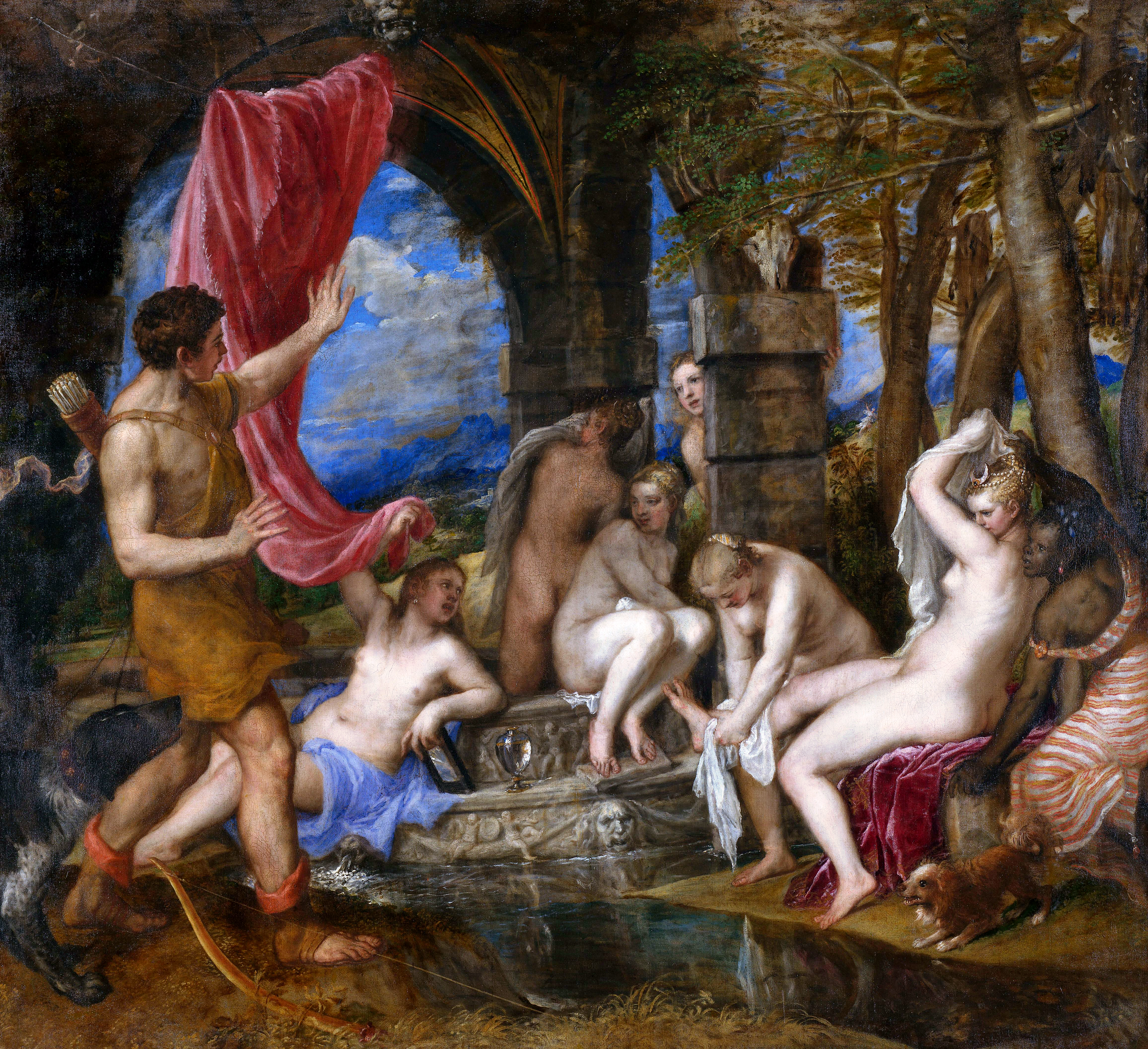
《狄安娜與阿克泰翁》是提香于1556-1559所绘的油画。画中描述猎人阿克泰翁由于误闯月神阿耳忒弥斯沐浴的林地而被女神处以死刑。

这位月之狩猎女神喜欢在山林里徜徉，凡是私自入侵她的领域或是破坏她的安宁都會遭到處分。獵人阿克泰翁便是其中一例。他在林中狩猎時撞見赤身裸体的阿提密斯和她手下的仙女们正在林地里沐浴。结果阿提密斯憤而將阿克泰翁變成一頭鹿讓他被跟隨在旁的獵犬群給咬殺。
在特洛伊战争爆發时，由于迈锡尼国王—阿伽门农杀害本该献祭给阿提密斯的牝鹿因而得罪女神，结果他的舰队被逆风困在奥利斯港，为了获得这位女神的原谅，阿伽门农不得不将自己心爱的女儿—伊菲革涅亚作为祭品献给阿提密斯，就因为这样最终使他们解困。本来舰队以及所有特洛伊人必定要被天后赫拉与智慧女神雅典娜毁灭，但在阿提密斯的影响下，使他们困在奥利斯港而延缓特洛伊的灭亡讓赫拉感到很不滿。后来在支持希腊人的神与支持特洛伊人的神之间进行较量时，阿提密斯因为扬言自己备有弓箭就敢与强大的神祇对抗進而激怒赫拉，赫拉远比阿提密斯想象中的还要凶狠还要强大，赫拉左手抓住阿提密斯的双腕，右手将她身上挂着的弓和箭拽落一地。阿耳忒弥斯不敌赫拉跑到宙斯面前哭诉自己所受到的屈辱，宙斯立刻将女儿抱在怀里安慰。

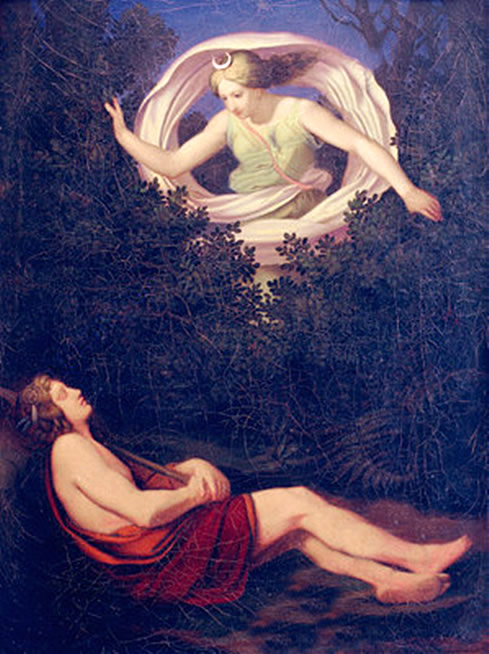
《阿耳忒弥斯与恩底弥翁》是莫里兹·冯·施温德于1831年所绘的油画。画中描述每当深夜降临时月亮女神阿耳忒弥斯总会静静地盯着恩底弥翁的脸颊和双目看上许久。

阿提密斯虽然希望自己永保贞洁，但看到令人心仪的男子时也会动心。她曾暗戀牧羊人恩底弥翁，由於凡人終將面對衰老死亡，於是她向宙斯請求賜與安迪彌恩永恆的青春；但宙斯提醒除了長眠不醒外，根本沒有凡人能够長生不老。於是阿提密斯便使恩底弥翁進入永久的沉睡。在睡眠状态中的恩底弥翁依然保持着俊美的面容，嘴角似乎还挂着一丝欣慰的笑意，阿提密斯被恩底弥翁的美貌深深地打动，于是她每天夜里都会到山洞里静静地盯着恩底弥翁看上好一阵子。
除了爱慕恩底弥翁外，阿提密斯还热恋过一个名叫俄里翁的青年。当他们决定在一起时，阿波罗表示强烈反对。阿波罗为了保住阿提密斯的贞洁决定施计除掉俄里翁。于是有一次，阿波罗看到俄里翁在湖底下行走，湖面上只露出俄里翁的头顶，慢慢地俄里翁越游越远，头顶看起来就像一个小黑点，于是阿波罗便欺骗阿提密斯说她一定无法射中那个黑点，阿提密斯不服气，为了证明自己的箭法，她拿起放在一边的弓箭对准黑点一箭射过去，直到她听见俄里翁的一声惨叫，阿提密斯这才发觉她竟然射殺俄里翁。阿提密斯一下昏倒並且痛不欲生，她永远也无法原谅自己居然手刃自己最心爱的人。阿提密斯因此再也不与阿波罗见面，不论阿波罗怎样追赶他的姊姊想和她道歉，阿提密斯总是在他到达的前一刻离开，从此月亮和太阳不再有交集，这就是希腊神话传说中太阳和月亮不会一同出现在天空中的原因。跟随着俄里翁的猎犬—西立乌斯听到主人身亡的消息悲痛得整夜哀号没几天便随著主人而去。这幕惨剧使主神宙斯也感到心痛並且把俄里翁升到天上化作猎户座。西立乌斯也以自己的忠诚赢得宙斯的同情被提升到天界继续陪伴在主人身旁，这就是大犬座。为了不使西立乌斯寂寞，宙斯还特意给它找个伙伴—小犬座。宙斯知道俄里翁生前最喜欢打猎，就在他身边放一只小小的猎物—天兔座。

## 民间崇拜

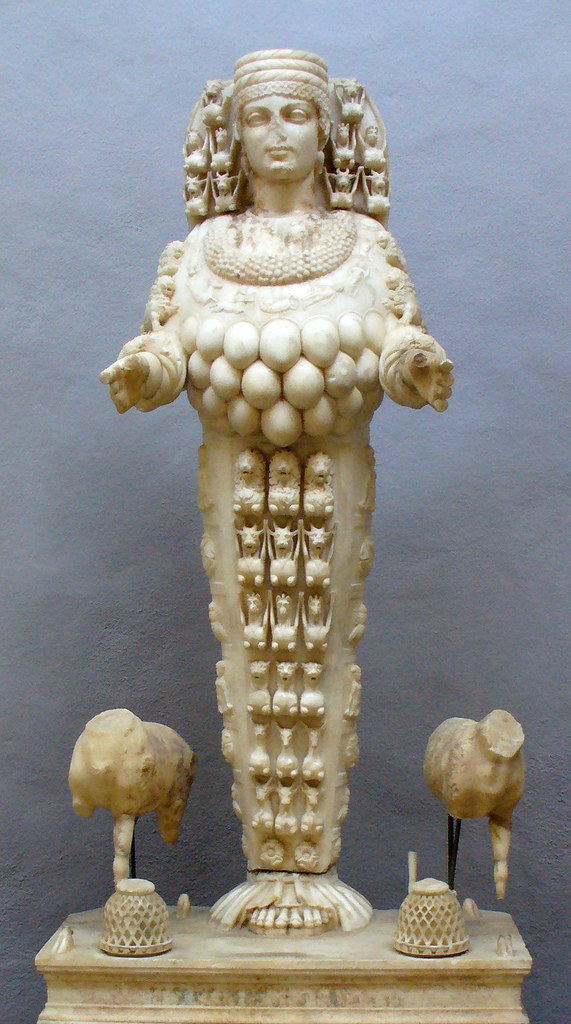
被描绘为拥有很多乳房的阿耳忒弥斯。

阿提密斯在整个希腊的森林和山区、阿卡迪亚、斯巴达和拉科尼亚等地均受到敬奉，同时也受到了克里特岛和小亚细亚人的崇拜。她最著名的神殿坐落于土耳其以弗所，是被列为古代世界七大奇迹之一的阿耳忒弥斯神庙。
阿提密斯在古典艺术造型中被描绘为一位身材高挑的美丽少女，长长的棕色卷发梳在后面，身穿一件多利安人的短上衣，手持银弓金箭，常有雌鹿或狗陪伴她。作为生育女神，同时她也会被描绘为拥有很多乳房。
阿提密斯在罗马的地位相当于狄安娜，被尊称为“永恒的女神”。她也是女巫魔力之源泉，所有女巫会在满月之夜聚集起来膜拜她。公元10世纪，由基督教颁布的《主教会规》对“相信自己在晚上与异教徒的女神狄安娜一同骑着野兽飞跃天际”的邪恶妇女们进行严厉的谴责。许多女巫会将阿提密斯或狄安娜尊为“三位一体女神”（即月神、养育神和保护神），她鼓励狩猎、女权主义和巫术传统。

## 武器和聖物
她的持有武器是銀弓和箭，聖樹是絲柏，牝鹿则是她的聖獸。

## 大眾文化
- 動漫作品美少女戰士中的雄性白貓阿提密斯，後來與雌性黑貓露娜在一起誕下女兒戴安娜。（在漫畫中他們都可化為人形）。
- 阿緹蜜絲在手機遊戲《Fate/Grand Order》之中與俄里翁一同以「Archer」的職階登場，為雙人一組搭擋參戰的Servant當中的女神，寶具是「月亮女神的愛箭戀矢」。配音：澤城美雪。
- 小说《一級玩家》与其同名电影中的女主角s。
- 阿緹蜜絲（日语：アルテミス；英语：Artemis）是大森藤野所创作的小说《在地下城寻求邂逅是否搞错了什么-俄里翁之箭-》及其衍生作品的登场角色。
- 漫畫《金田一少年之事件簿》的《金田一37歲事件簿》，「地域傀儡師」高遠遙一培訓十一名修習犯罪技術的部屬，並以奧林帕斯十二神作為自己和部屬的代號，其中麻生早苗的代號便為「阿緹蜜絲」。
- 動漫作品PROJECT SCARD中的Scard由岐梢的紋身。
- 南韓製播的電視動畫《天神向前衝》中的月亮女神，為奧林匹斯十二主神之一。
- 南韓少女時代隊長、Solo歌手太妍在2022-02-14發行第三張正規專輯《INVU (專輯)》主打歌《INVU》的MV主題為月亮女神Artemis。
- 遊戲《戀與製作人》中，BS組織的「Artemis」。
- 遊戲《神魔之塔》中，女神獸「阿緹蜜絲」。
- 游戏《鬼泣5》中，Mission 03 Boss「Artemis」.
- NASA於2017年開始舉行阿提米絲計劃的國際合作太空探索系列以希臘月神命名。